# 특파원 현장보고
특파원 현장보고는 매주 토요일에 한국방송공사에서 방영했던 한국방송공사의 뉴스 프로그램이다.

## 기획 의도
사각지대 지구촌 현장을 취재하는 한국방송공사의 뉴스 프로그램이다.

## 방송 시간
| 방송 채널 | 방송 기간                          | 방송 시간                           |
| --------- | ---------------------------------- | ----------------------------------- |
| KBS 1TV   | 2005년 5월 5일 ~ 2005년 10월 27일  | 매주 목요일 밤 00:00 ~ 00:50 (50분) |
| KBS 1TV   | 2005년 11월 3일 ~ 2006년 2월 23일  | 매주 목요일 밤 00:00 ~ 00:45 (45분) |
| KBS 1TV   | 2006년 3월 2일 ~ 2006년 7월 13일   | 매주 목요일 밤 11:40 ~ 00:15 (35분) |
| KBS 1TV   | 2006년 7월 20일 ~ 2006년 11월 16일 | 매주 목요일 밤 00:00 ~ 00:40 (40분) |
| KBS 1TV   | 2006년 11월 25일 ~ 2007년 4월 28일 | 매주 토요일 밤 10:50 ~ 11:30 (40분) |
| KBS 1TV   | 2007년 5월 5일 ~ 2008년 11월 15일  | 매주 토요일 밤 11:00 ~ 11:40 (40분) |
| KBS 1TV   | 2008년 11월 22일 ~ 2013년 4월 6일  | 매주 토요일 밤 10:30 ~ 11:10 (40분) |
| KBS 2TV   | 2013년 4월 13일 ~ 2016년 3월 26일  | 매주 토요일 아침 8:20 ~ 9:00 (40분) |
| KBS 2TV   | 2016년 4월 2일                     | 토요일 아침 8:50 ~ 9:30 (40분)      |

## 구성
- 오프닝
- 지구촌 현장
- 세계인
- 화상전화 연결
- 월드 리포트
- 특파원 eye
- 클릭! 월드
- 세계 주말 날씨
- 광고
- 클로징

## 역대 앵커
| 역대 | 진행자               | 진행 기간                           |
| ---- | -------------------- | ----------------------------------- |
| 1기  | 이영현               | 2005년 5월 5일 ~ 2005년 10월 27일   |
| 2기  | 김종진(14기)         | 2005년 11월 3일 ~ 2009년 10월 17일  |
| 3기  | 김종진(14기), 오정연 | 2009년 10월 24일 ~ 2009년 12월 12일 |
| 4기  | 이재강, 오정연       | 2009년 12월 19일 ~ 2011년 12월 17일 |
| 5기  | 조재익, 오정연       | 2012년 1월 28일 ~ 2012년 12월 29일  |
| 6기  | 이동채, 오정연       | 2013년 1월 5일 ~ 2013년 4월 6일     |
| 7기  | 이동채, 이지연(37기) | 2013년 4월 13일 ~ 2014년 1월 25일   |
| 8기  | 윤제춘, 이지연(37기) | 2014년 2월 8일 ~ 2014년 12월 27일   |
| 9기  | 윤제춘, 박사임       | 2015년 1월 3일 ~ 2015년 9월 19일    |
| 10기 | 양지우, 이슬기(38기) | 2015년 10월 3일 ~ 2016년 4월 2일    |

## 타이틀 변천사
| 역대 | 타이틀                                | 방송 기간                         |
| ---- | ------------------------------------- | --------------------------------- |
| 1대  | 특파원 현장보고 세계를 가다 (KBS 1TV) | 2005년 5월 5일 ~ 2006년 11월 16일 |
| 2대  | 특파원 현장보고 (KBS 1TV)             | 2006년 11월 25일 ~ 2013년 4월 6일 |
| 3대  | 특파원 현장보고 (KBS 2TV)             | 2013년 4월 13일 ~ 2016년 4월 2일  |

## 같이 보기
- 글로벌 정보쇼 세계인 (종영)
- 지구촌 뉴스 (종영)
- KBS 글로벌 24 (종영)